# 자흐라 아미르 에브라히미
자흐라 아미르 에브라히미(페르시아어: زهرا اميرابراهيمی, 영어: Zahra Amir Ebrahimi, 1981년 7월 9일 ~ )는 이란의 배우, 프로듀서, 감독이다. 2022년 칸 영화제에서 영화 《성스러운 거미》를 통해 여자배우상을 수상했다.

## 출연 작품
- 쉬린 (2008)
- 남자 없는 여자 (2009)
- 테헤란 타부 (2017)
- 성스러운 거미 (2022) - 라히미 역